# Trijntje Keever

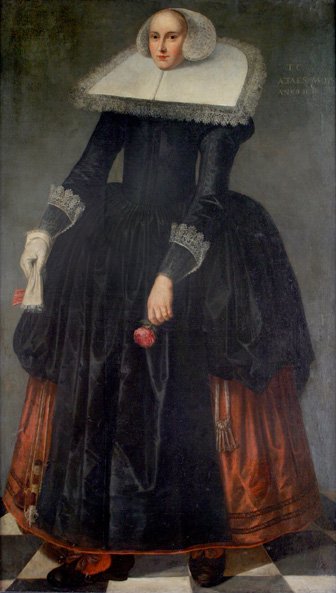
Retrato de Trijntje Cornelisdochter Keever, la mujer más alta de la historia.

Trijntje Cornelisdochter Keever (10 o 16 de abril de 1616 - 2 de julio de 1633), apodada La Chica Grande (en neerlandés De Groote Meid), fue una mujer neerlandesa que supuestamente fue la mujer más alta de la historia, midiendo 2,46 m en el momento de su muerte, a la edad de 17 años.
Keever fue la hija de Cornelis Keever y Anna Pouwels. Cornelis fue un capitán neerlandés y Anna su dama, con la que se casó el 24 de mayo de 1605. Trijntje nació el 10 o 16 de abril de 1616 en Edam.
Los padres de Keever la llevaban a los festivales para ganarse algo de dinero permitiendo que la audiencia la viera. Trijntje había recibido la atención del público por primera vez cuando tenía nueve años y supuestamente había llegado a la altura de 2 metros. Una compañía de la realeza formada por el rey de Bohemia Federico V, Elector Palatino, su esposa Isabel Estuardo y la princesa Amalia de Solms-Braunfels, viviendo en La Haya en se tiempo, la visitaron curiosos sobre la 'niña de 9 años mas alta que cualquier hombre de Europa'.
Keever falleció de cáncer a la edad de 17 años en Veere. Fue enterrada el 7 de julio de 1633 en Edam, la ciudad donde nació. En su epitafio se puede leer Trijne Crelis, chica grande, 17 años de edad  (en neerlandés: Trijntje Crelis groote meidt oudt 17 jaer). En el ayuntamiento de Edam hay un cuadro de tamaño natural de un artista desconocido que representa a Keever vestida de civil con un cinturón que sujeta a su derecha un llavero y a su izquierda un alfiletero y una funda con un cuchillo, un tenedor y una cuchara. El título del cuadro insinúa que fue retratada más bella de lo que realmente era y que probablemente padecía acromegalia.
También se muestran sus zapatos originales. Si hubiera una talla para los zapatos, sería la talla europea 54 (36 cm o 14 pulgadas de largo).
A diferencia de Zeng Jinlian, su estatura no ha sido verificada por muchas fuentes, pero es considerada por muchos la mujer más alta documentada en la historia y la séptima persona más alta de la historia, detrás de Robert Wadlow, John Rogan, John F. Carroll, Franz Winkelmeier, Leonid Stadnyk y Julius Koch.